# José Miguel Wisnik

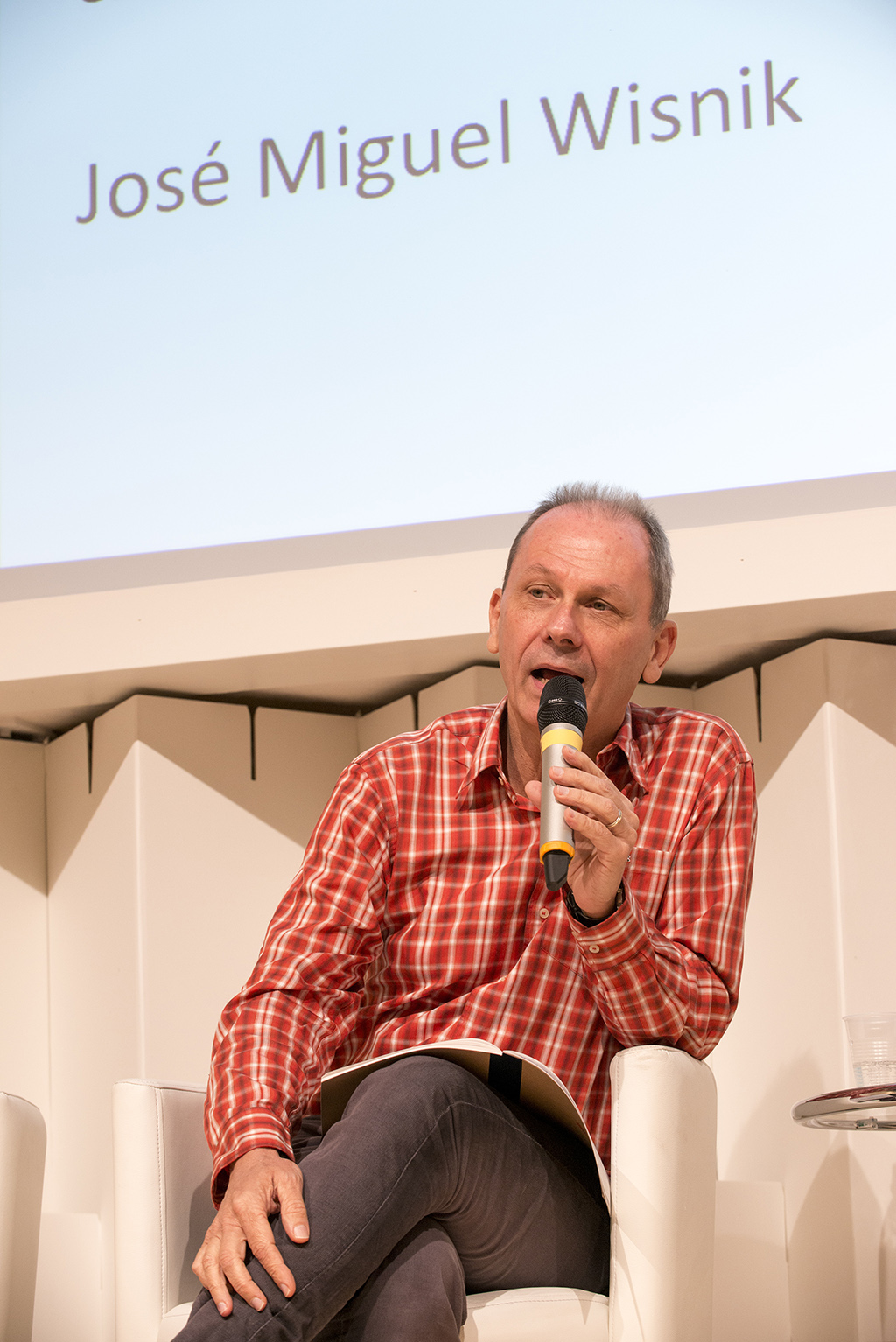
José Miguel Wisnik nel 2013 alla Fiera di Francoforte

José Miguel Wisnik, nome completo José Miguel Soares Wisnik (São Vicente, 27 ottobre 1948), è un compositore, critico letterario e pianista brasiliano.

## Biografia
Laureato in letteratura portoghese all'Universidade de São Paulo (1970), vi ha anche conseguito il dottorato di ricerca in Teoria della Letteratura e attualmente fa parte del corpo accademico della stessa come titolare della cattedra di letteratura brasiliana; è anche in possesso dell'abilitazione per l'insegnamento nelle scuole elementari.
I suoi studi, raccolti in volumi e riviste, sono prevalentemente incentrati sul rapporto tra letteratura e musica; si è occupato anche di letterature comparate. Tra i tanti riconoscimenti che ha ricevuto, vanno menzionati la Guggenheim Fellowship e il Premio Jabuti.
Pianista di musica classica per molti anni, ha registrato quattro dischi di sue composizioni, scrivendo nel contempo canzoni per molti artisti, prima fra tutti Ná Ozzetti. Ha inoltre realizzato colonne sonore di film e preso parte a importanti eventi musicali sia nel suo Paese sia al di fuori del Brasile.
Nel 2005 è stato candidato al Latin Grammy. 

## Vita privata
José Miguel Wisnik è padre dell'architetto Guilherme Wisnik, divenuto poi anch'egli docente universitario, e della cantante e scrittrice Marina Wisnik. Ha anche altre due figlie, Daniela e Iara.